# Падар, Мартин
Мартин Падар (эст. Martin Padar, род. 11 апреля 1979, Таллин) – эстонский дзюдоист. Чемпион и призёр чемпионатов Европы. Неоднократный призер открытого кубка Европы по дзюдо. Участник Олимпийских игр в Пекине и Лондоне. Родственник известного эстонского политика Ивари Падара.